# Mratínský potok
Mratínský potok je potok v okresech Praha-východ a Mělník ve Středočeském kraji. Je dlouhý 10 km. Včetně své zdrojnice Červenomlýnského potoka, který je také označován i jménem Mratínský potok, dosahuje délky 15 km. Plocha povodí činí 58,97 km². Potok spravuje Povodí Labe, státní podnik.

## Průběh toku
Vzniká soutokem Červenomlýnského potoka s Třeboradickým potokem v Mírovicích. Teče nejprve na východ, ve Veleni se stáčí na sever a za obcí napájí rybníky Podháj a Mlýnský. Protéká obcí Sluhy a jižně od Mratína zásobuje vodou Mratínský rybník vpravo a zároveň zleva přijímá Líbeznický potok. Západně od Mratína míjí kapli svatého Františka Xaverského. Zleva přijímá potok Vysušil a už v Kostelci nad Labem zprava Poleradský potok. Ústí do Mlýnského potoka, který je ramenem Labe.

## Galerie

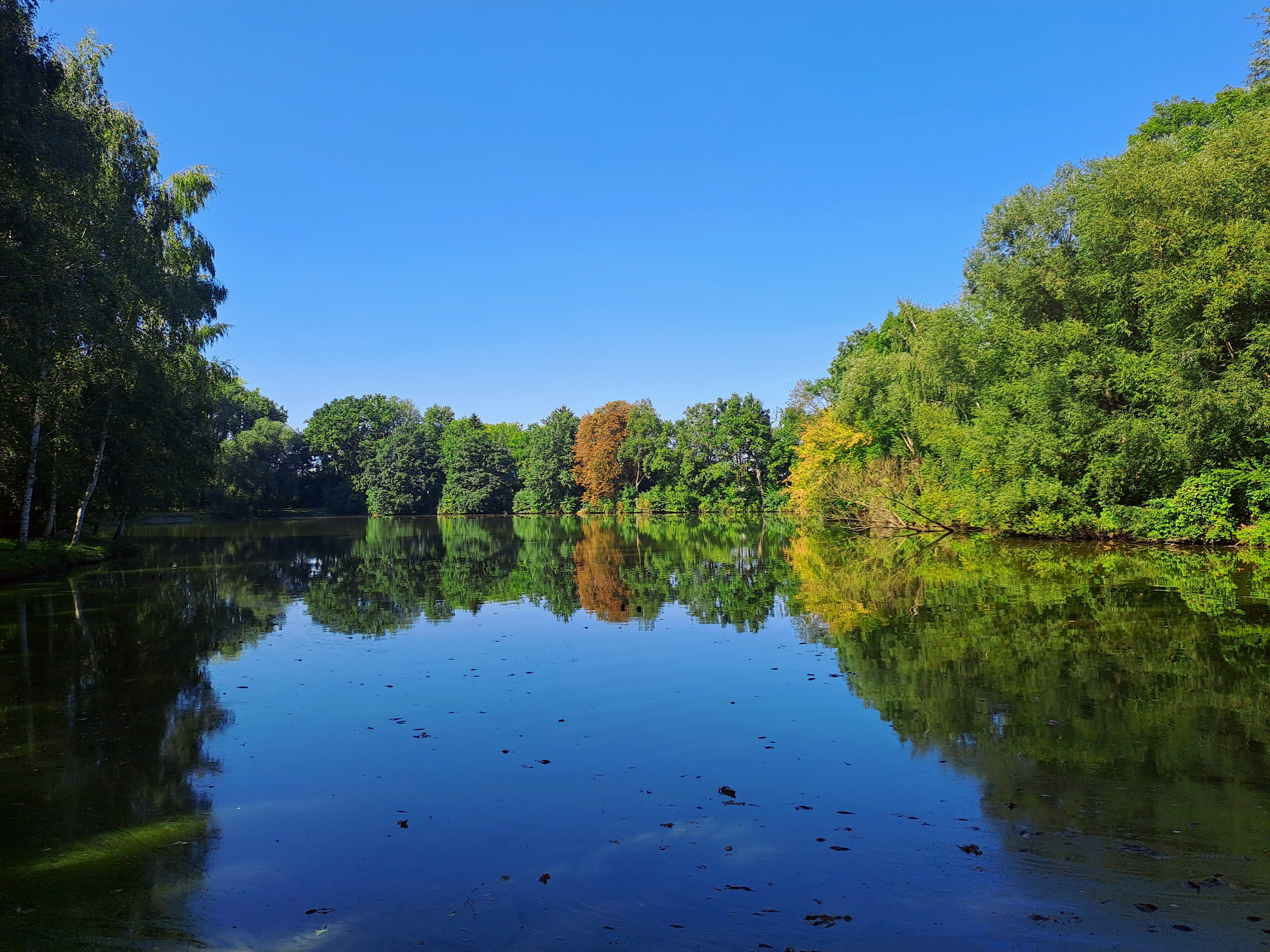
Rybník Podháj
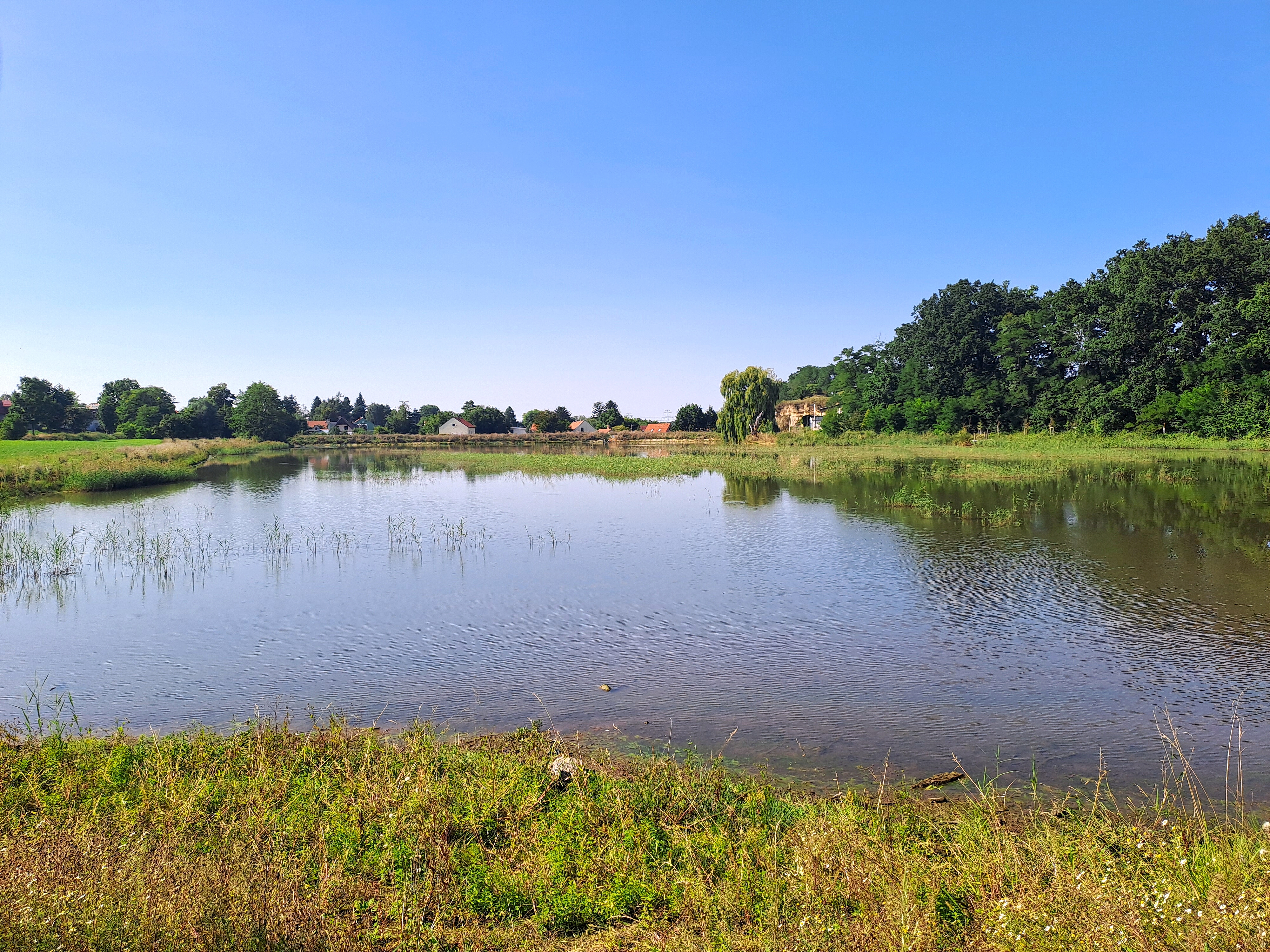
Mlýnský rybník
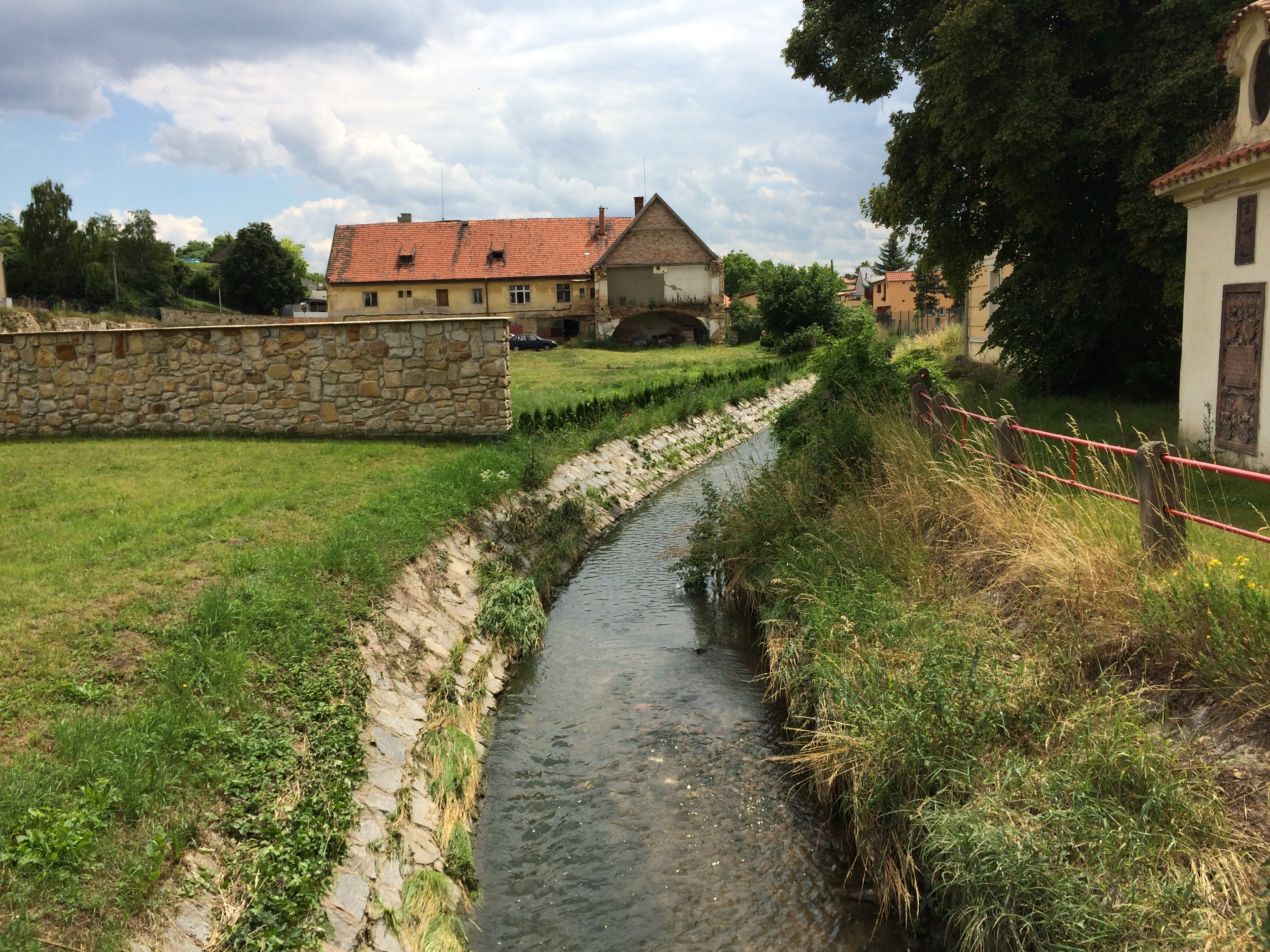
Potok ve Sluhách
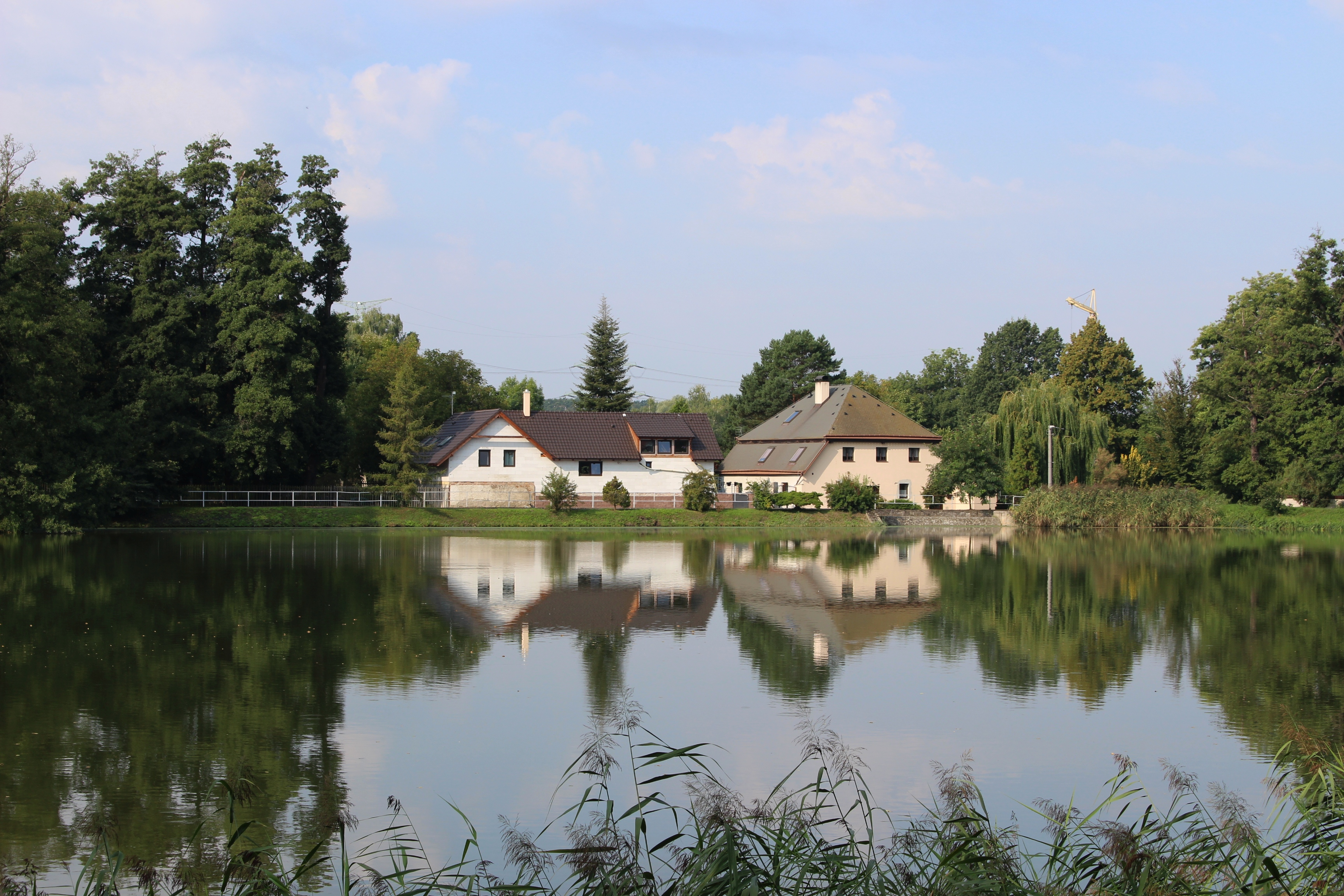
Mlýn u Mratínského rybníka
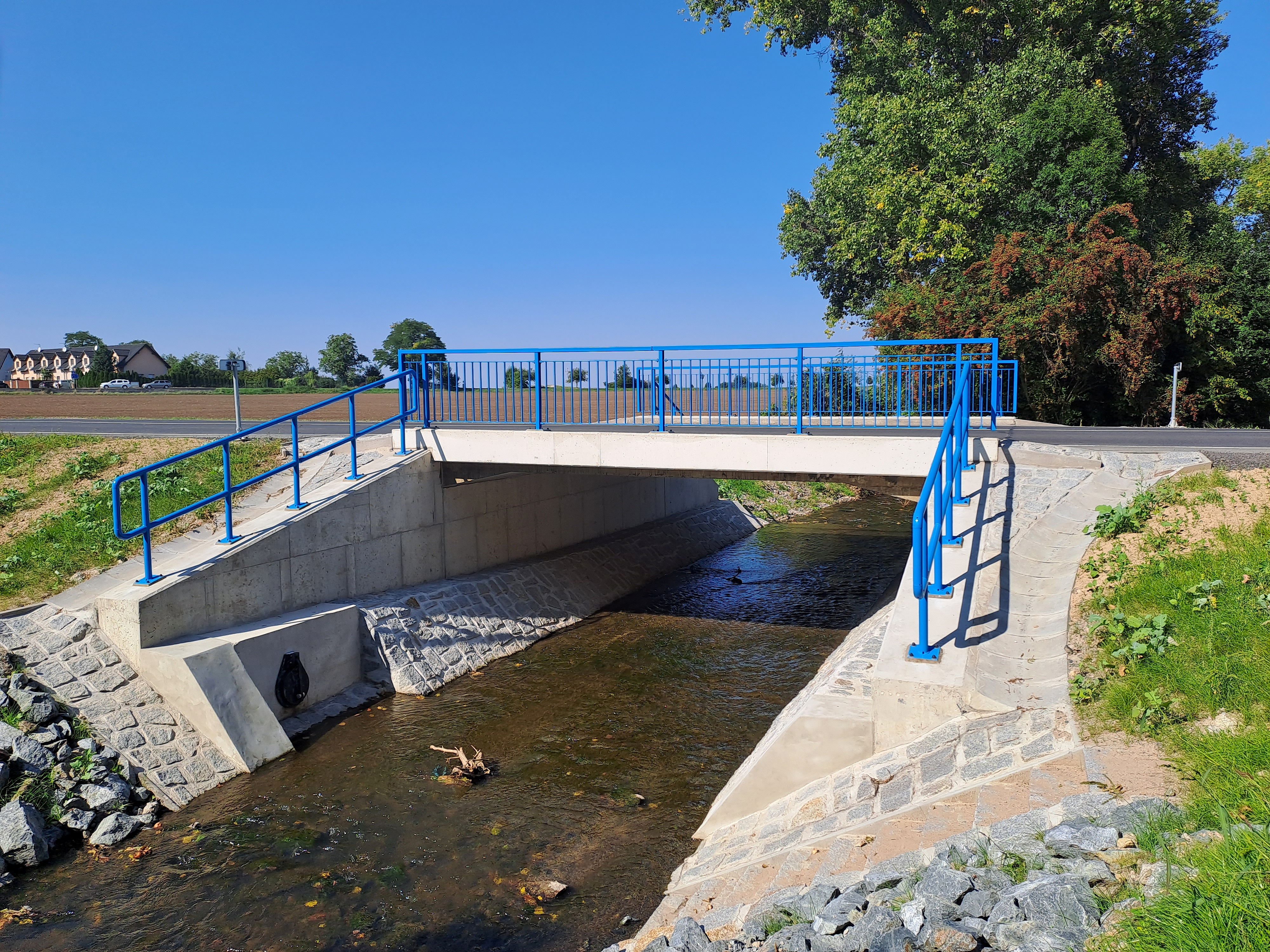
Most silnice II/244 na okraji Mratína
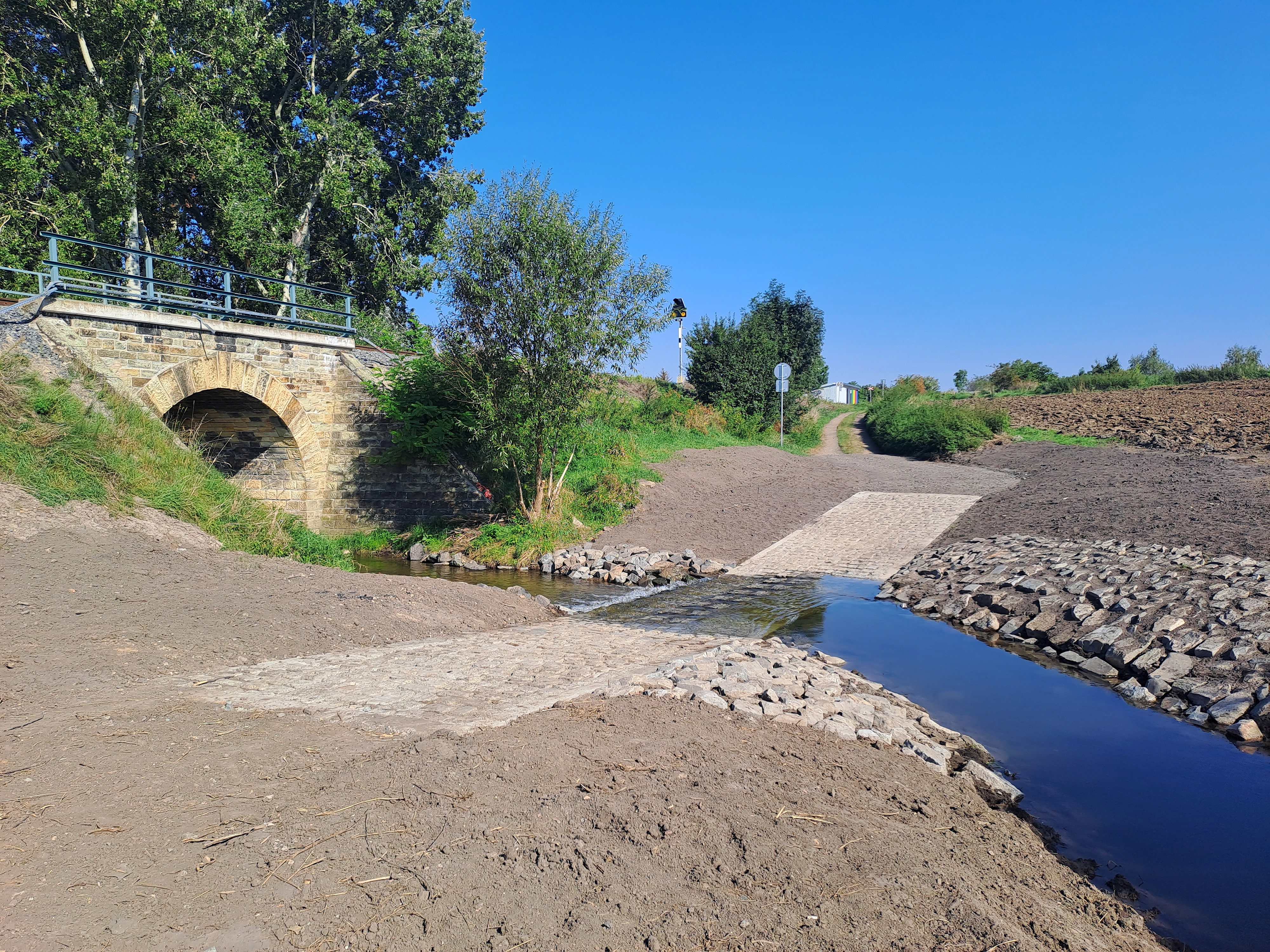
Brod polní cesty a most trati 074 u Kostelce nad Labem
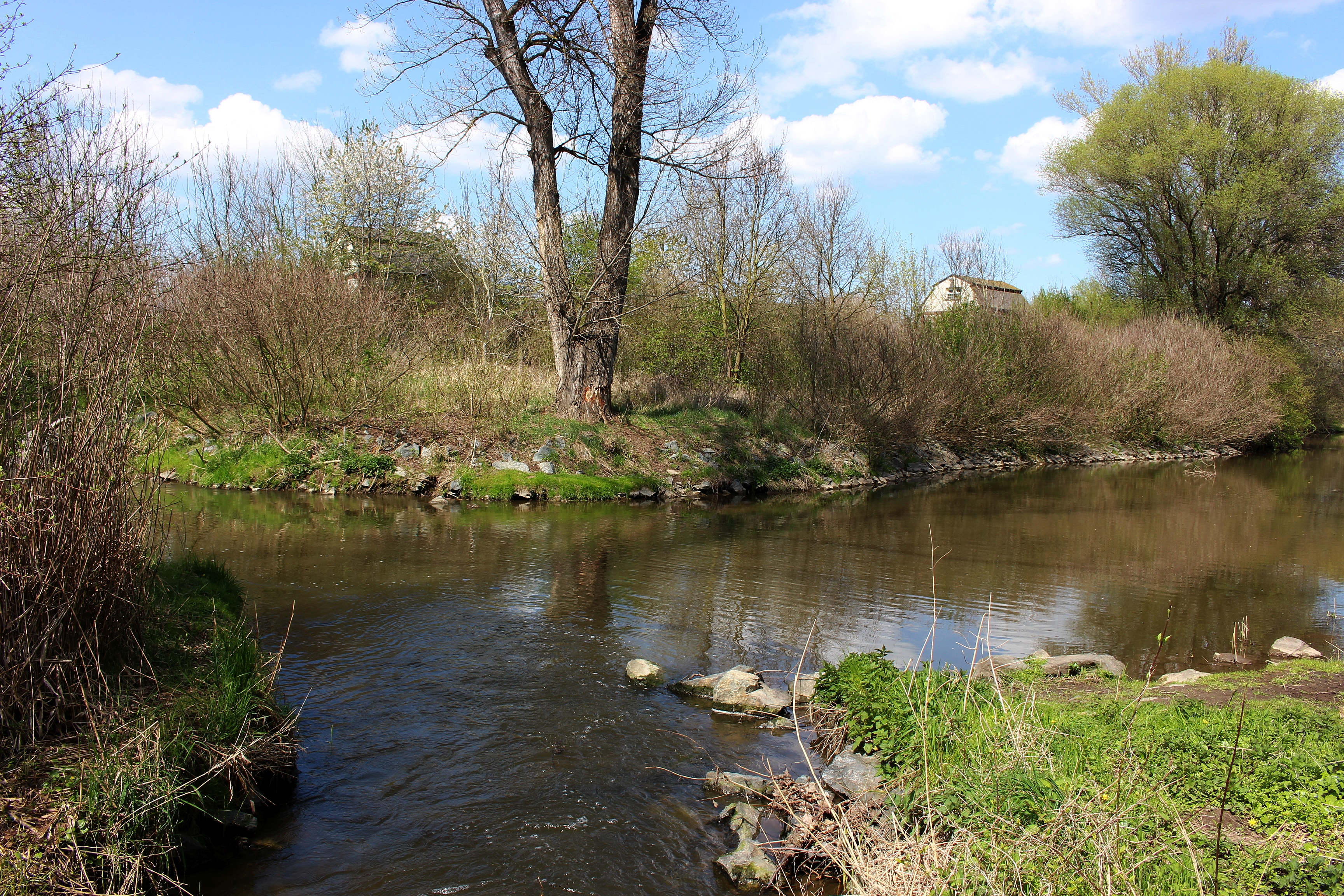
Ústí do Mlýnského potoka